# Maison de Sverre
La maison de Sverre (norvégien : Sverreætten) est une maison royale ou dynastie qui règne à différentes époques sur le royaume de Norvège, et le royaume d'Écosse. La maison est fondée par le roi Sverre Sigurdsson. Elle donne des souverains à la Norvège de 1184 à 1319.

## Histoire
La maison est fondée par le roi Sverre Sigurdsson, qui se proclame le fils illégitime
du roi Sigurd Munn, quand il prétend à la couronne de Norvège en 1178 Après la mort de Sverre ses descendants accroissent leur influence, pouvoir et puissance particulièrement à l'époque de son petit-fils Haakon IV dont le règne constitue l'apogée de la Norvège médiévale. La reine  d'Écosse Margaret la Jeune de Fille de Norvège est également un membre de cette lignée. La maison de Sverre se substitue à la  dynastie Gille, et a comme successeur la maison de Bjelbo, qui hérite du trône de Norvège. Elle est la dernière dynastie qui prétendait se rattacher en ligne patrilinéaire à Harald à la Belle chevelure.

## Armoiries
Les principales armoiries des rois à l'époque de la maison de Sverre étaient un lion d'or couronné sur un champ pourpre. Le lion fut ensuite armé d'une hache d'argent symbolisant Olaf le saint. Ces armoiries devinrent ensuite celle de la Norvège.

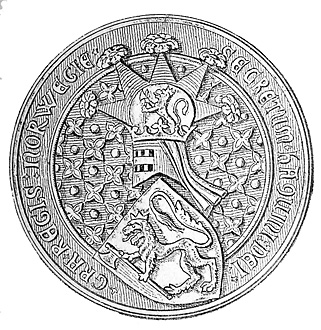
Sceau duroi Haakon V Magnusson, le dernier roi de la maison de Sverre.
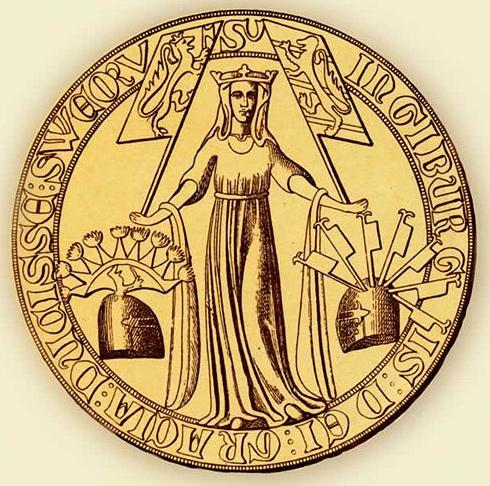
Sceau de la fille d'Haakon V Magnusson la duchesse Ingeborge.
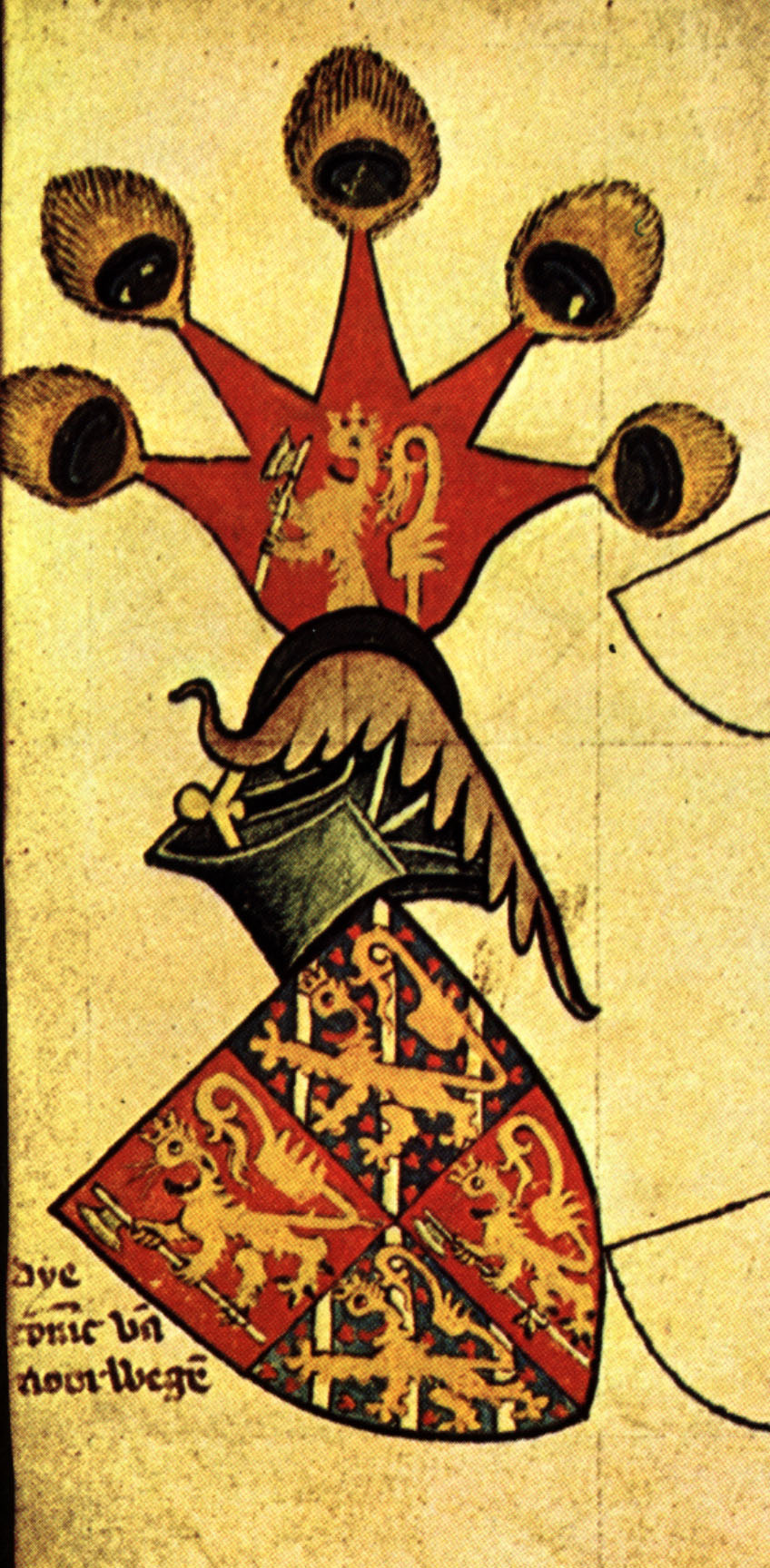
Armoiries du petit-fils de la fille du roi Haakon V Magnusson, Haakon VI Magnusson, qui appartient à la dynastie des Folkungar. Ses armoiries comprennent celle de Sverre et celles des Folkungar.

## Liste des rois

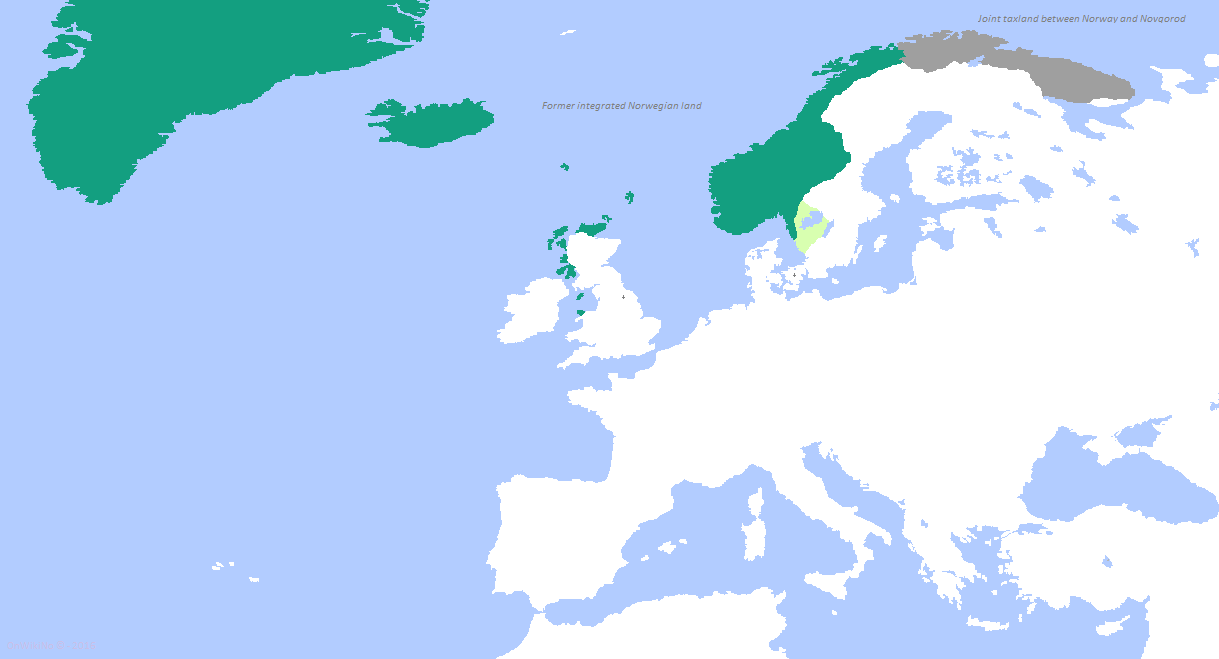
Le royaume de Norvège lors de sa plus grande extension vers 1265

Plusieurs souverains de cette dynastie exercèrent le pouvoir avec un « roi junior » à leur côté comme « roi senior » (trois dates précisent les règnes de ses rois junior : leur intronisation, le début de leur règne comme roi senior et la fin de leur règne). Ci-dessous la liste des rois qui régnèrent en Norvège :
| Nom                                         | Règne          |
| ------------------------------------------- | -------------- |
| Sverre Sigurdsson                           | 1184–1202      |
| Haakon III Sverresson                       | 1202–1204      |
| Guttorm Sigurdsson                          | 1204           |
| Règne de Inge Baardson de la Dynastie Gille | 1204–1217      |
| Haakon IV l'Ancien                          | 1217–1263      |
| Haakon Haakonsson le Jeune, associé         | 1240–1257      |
| Magnus VI Lagabøte                          | 1257–1263–1280 |
| Éric II Magnusson Prestehatar               | 1273–1280–1299 |
| Haakon V Magnusson                          | 1299–1319      |

## Autres membres
- Christine Sverresdatter
- Margrete Eiriksdotter la Jeune Fille de Norvège
- Ingeborg Eriksdatter
- Ingeborg Hakonsdatter